# Heteractis aurora
Heteractis aurora is een zeeanemonensoort uit de familie Stichodactylidae.
Heteractis aurora is voor het eerst wetenschappelijk beschreven door Quoy & Gaimard in 1833.